# Borja Domínguez
Borja Domínguez Domínguez (Vigo, 30 maggio 1992) è un calciatore spagnolo, centrocampista del Pontevedra.